# Psychrolutes marmoratus
Psychrolutes marmoratus is een straalvinnige vissensoort uit de familie van psychrolutiden (Psychrolutidae). De wetenschappelijke naam van de soort is voor het eerst geldig gepubliceerd in 1889 door Gill.